# Géo Laby
Géo Laby, egentligen Jean Marie Georges Labetoulle, född 25 april 1900 i Charenton-le-Pont i Seine, död 11 augusti 1962 i Annecy i Haute-Savoie, var en fransk skådespelare.

## Filmografi (urval)
- Le juif polonais, 1931
- Au nom de la loi, 1931
- Les gaietés de l'escadron, 1932
- L'équipage, 1935

## Teater (urval)
- Le Reflet, 1922
- L'Insoumise, 1922
- Une femme, 1925
- L'Amoureuse Aventure, 1929